# Tetramorium reticuligerum
Tetramorium reticuligerum är en myrart som beskrevs av Bursakov 1984. Tetramorium reticuligerum ingår i släktet Tetramorium och familjen myror. Inga underarter finns listade i Catalogue of Life.